# دميرتشي عليا
دميرتشي عليا (بالإنجليزية: Damirchi-ye Olya)‏ هي منطقة سكنية تقع في قسم اجارود الشرقي الريفي في إيران. يقدر عدد سكانها بـ 78 نسمة .